# Lotte Department Store
Lotte Department Store is een Koreaanse warenhuisketen in het luxe segment, opgericht in 1979, met het hoofdkantoor in Sogong-dong, Jung-gu, Seoel, Zuid-Korea. Lotte Department Store biedt in haar 32 warenhuizen in Zuid-Korea een groot assortiment aan consumentengoederen en -diensten aan. Daarnaast waren er eind 2019 filialen in Rusland (2), China (1), Vietnam (2) en Indonesië (1). De warenhuisketen maakt onderdeel uit van Lotte Shopping. Andere onderdelen van Lotte Shopping zijn onder meer de discountwinkels Lotte Mart en supermarktketen Lotte Super.